# María Carmen Sánchez Pérez
Carmen Sánchez Pérez (Eibar, 14 de febrer de 1958) és una política socialista i delegada del Govern d'Espanya a Aragó des de juny de 2018.
Filla de la primera locutora eibarresa de Ràdio Eibar Carmen Pérez Sarasqueta, Carmen Sánchez ha desenvolupat tota la seva trajectòria política a Aragó, on va arribar a la fi de la dècada de 1970 "per amor".
A les eleccions municipals espanyoles de 1987 va encapçalar la llista del PSOE per a les eleccions municipals a Used (Saragossa), i fou escollida regidora. Mare de quatre fills, va abandonar la política per a reprendre els seus estudis, obtenint la diplomatura en Professorat d'Educació General Bàsica (Especialitat d'Educació Preescolar) per la Universitat de Saragossa en 1997. Durant el curs 1999-2000 va gestionar la guarderia municipal de Daroca (Saragossa).
En les eleccions municipals i autonòmiques de maig de 2003 va ser elegida alcaldessa d'Used per majoria absoluta, revalidant el càrrec en els comicis de 2007, 2011 i 2015. Al maig de 2003 va obtenir a més l'acta de diputada en les Corts d'Aragó, responsabilitat que va exercir durant tres legislatures, sent designada secretària de la taula de la Comissió Institucional (2003-2007), presidenta de la mesa d'Assumptes Socials (2007-2011) i portaveu del PSOE en la Comissió de Política Territorial i Interior (2011-2015). Va abandonar les Corts d'Aragó després de les eleccions municipals i autonòmiques de 2015 i al novembre d'aquest mateix any va ser elegida presidenta de la Federació Aragonesa de Municipis, Comarques i Províncies (FAMCP).
El 18 de juny de 2018 va ser nomenada delegada del Govern a Aragó substituint a Gustavo Alcalde Sánchez (Partit Popular), que ocupava el càrrec des de gener de 2012.
Ha estat la representant del Govern d'Aragó en el Patronat de la Laguna de Gallocanta (Saragossa) i és patrona de la Fundació María Domínguez.
Carmen Sánchez està casada està casada i té quatre fills. És combativa pel medi rural i la defensa de la dona.